# Basananthe kisimbae
Basananthe kisimbae je biljka iz porodice Passifloraceae, roda Basananthe. Nema sinonima za ovu biljku. Raste u zapadnjoj središnjoj tropskoj Africi, u Zairu, u Katangi.

## Vanjske poveznice
- Basananthe na Germplasm Resources Information Network (GRIN)  Arhivirana inačica izvorne stranice od 5. svibnja 2009. (Wayback Machine), SAD-ov odjel za poljodjelstvo, služba za poljodjelska istraživanja.